# Turc
Turc település Romániában, Szatmár megyében.

## Fekvése
Szatmár megyében, Kányaházától északnyugatra, Nagygérce és Batarcs között fekvő település.

## Története
Turc nevét az oklevelek 1378-ban említették először Thwrch néven. 
1385-ben Turch, 1471-ben Thwrcz, 1851-ben Turcz néven írták nevét.
Román lakosságú falu, melynek házai a hegyoldalon és a völgyben állnak.
A falu környékén hajdan aranyat és ezüstöt is bányásztak.
A falu földesurai a Pogány, Rátonyi, Ilosvay, báró Perényi, Gazda, Zaffiry, Száraz, Pap, Fejér, Balabány, gróf Heller és Csató örökösök voltak.
Turc híres volt szilvatermesztéséről is.
Fényes Elek az 1800-as években írta a községről: "Turcz, oláh falu, Bereg-Ugocsa megyében, több hegyeken a völgyekben elszórva, 1614 görög katholikus lakossal, s a parochiával. Földje elég termékeny, bort termeszt, erdeje van; hajdan arany ezüst bányái is voltak…Utolsó postája Halmi".
A település a trianoni békeszerződés előtt Bereg-Ugocsa vármegye területéhez tartozott.
Lakosainak száma a 19. század közepe táján 1614 fő volt, vallásuk görögkatolikus.